# پروژه شمارش اجساد در عراق
پروژه شمارش اجساد عراق (IBC) یک تلاش مبتنی بر وب برای ثبت مرگ و میر غیرنظامیان ناشی از تهاجم به رهبری ایالات متحده به عراق در سال۲۰۰۳ است. شامل مرگ‌های منتسب به اقدامات نظامی ائتلاف و شورشیان، خشونت فرقه‌ای و خشونت جنایتکارانه است که به مرگ‌های غیرنظامی بیش از حد ناشی از اقدامات جنایتکارانه ناشی از فروپاشی نظم و قانون پس از تهاجم ائتلاف اشاره دارد. تا فوریه ۲۰۱۹، پروژه شمارش اجساد عراق ۱۸۳۲۴۹ تا ۲۰۵۷۸۵ کشته غیرنظامی را ثبت کرده است. پروژه شمارش اجساد عراق رویکردی رسانه محور برای شمارش و مستندسازی مرگ و میرها دارد. منابع دیگر تخمین‌های متفاوتی از مرگ و میر ارائه کرده‌اند که برخی بسیار بیشتر است. تلفات جنگ عراق را ببینید.
این پروژه از گزارش‌های رسانه‌های خبری انگلیسی زبان (از جمله رسانه‌های عربی ترجمه شده به انگلیسی)، گزارش‌های مبتنی بر سازمان‌های غیردولتی که در حوزه عمومی منتشر شده‌اند استفاده می‌کند.پروژه شمارش اجساد عراق در صفحه پایگاه داده خود می‌گوید: «شکاف‌ها در ثبت و گزارش‌ها نشان می‌دهد که حتی در بالاترین حالت ممکن باز هم ممکن است تعداد زیادی از غیرنظامیان را در اثر خشونت را ثبت نکرده باشد.» این گروه توسط داوطلبانی تشکیل شده است که عمدتاً از دانشگاهیان و فعالان مستقر در بریتانیا و ایالات متحده تشکیل شده است. این پروژه توسط جان اسلوبودا و هامیت دردگان پایه‌گذاری شد.
بگفته جاناتان استیل، که در گاردین می‌نویسد، پروژه شمارش اجساد عراق «به‌طور گسترده بعنوان معتبرترین پایگاه داده مرگ غیرنظامیان عراقی در نظر گرفته می‌شود».اما برخی از محققان آن را در بهترین حالت به عنوان یک طبقه یا پایه برای مرگ و میر در نظر می‌گیرند، و این که مرگ و میر واقعی را به‌طور بالقوه چندین عامل دست کم می‌گیرد

## بیانیه پروژه
در صفحه مروری پروژه شمارش اجساد عراق آمده است:
این یک پروژه امنیت انسانی و تنها پایگاه داده عمومی مستقل و جامع جهان از مرگ غیرنظامیان گزارش شده توسط رسانه‌ها در عراق را که ناشی از مداخله نظامی ایالات متحده در سال۲۰۰۳ بوده است، به روز می‌کند. این شمارش شامل تلفات غیرنظامیان ناشی از اقدام نظامی ائتلاف و پاسخ‌های نظامی یا شبه نظامی به حضور ائتلاف (مانند حملات شورشی و تروریستی) می‌شود. همچنین شامل مرگ و میر غیرنظامیان از اقدامات جنایتکارانه ناشی از برهم خوردن نظم و قانون است که پس از تهاجم ائتلاف بوجود آمده است.»
این پروژه بنقل از ژنرال ارشد ایالات متحده در عراق، تامی فرانکز، می‌گوید: «ما به شمارش اجساد نمی‌پردازیم». این نقل قول مربوط به بحث در مورد عملیات آناکوندا در افغانستان بود و به تعداد سربازان کشته شده دشمن در زمینه استفاده از شمارش اجساد دشمن به عنوان معیار موفقیت نظامی اشاره داشت. می‌توان گفت که این وب سایت، که متن این نقل قول را حذف می‌کند، معنای «شمارش اجساد دشمن» را با «تلفات غیرنظامیان ناشی از آن» ادغام می‌کند و به این معناست که ایالات متحده به تعداد کشته‌های غیرنظامی که عملیات نظامی آن به وجود می‌آید علاقه ای ندارد.

## روش
در صفحه مروری پروژه شمارش اجساد عراق آمده است: «مرگ‌های موجود در پایگاه داده از بررسی جامع رسانه‌های تجاری و گزارش‌های مبتنی بر سازمان‌های غیردولتی، همراه با سوابق رسمی که در حوزه عمومی منتشر شده‌اند، به دست آمده‌اند. گزارش‌ها از گزارش‌های خاص و مبتنی بر حادثه گرفته تا ارقام از بیمارستان‌ها، سردخانه‌ها و سایر آژانس‌های جمع‌آوری داده‌های مستند را شامل می‌شود.»
داوطلبان پروژه از داستان‌های خبری نمونه برداری می‌کنند تا حداقل و حداکثر تعداد تلفات غیرنظامی را استخراج کنند. هر حادثه گزارش شده حداقل توسط دو منبع خبری مستقل در پایگاه داده شمارش اجساد عراق گنجانده شده است. در دسامبر۲۰۰۷، پروژه شمارش اجساد عراق اعلام کرد که آنها مرگ‌های گزارش‌شده توسط یک منبع را شامل می‌شوند و تعداد مرگ‌های ارائه‌شده توسط این گزارش‌ها آشکارا در صفحه پایگاه داده‌اش ردیابی می‌شود. بین۳٫۳ تا۳٫۵درصد از مرگ‌های ثبت شده توسط پروژه شمارش اجساد عراق در حال حاضر به عنوان مشتق شده از یک منبع فهرست شده است.
پروژه شمارش اجساد عراق صرفاً یک شمارش غیرنظامی است. پروژه شمارش اجساد عراق غیرنظامی را به استثنای سربازان عراقی، شورشیان، بمب‌گذاران انتحاری یا هر فرد دیگری که مستقیماً درگیر خشونت‌های مرتبط با جنگ هستند، تعریف می‌کند. در مواردی که گزارش‌ها در مورد تعداد کشته‌شدگان متفاوت است یا وضعیت غیرنظامی کشته‌شدگان نامشخص است، از رقم «حداقل» و «حداکثر» استفاده می‌شود.
پروژه شمارش اجساد عراق یک «تخمین» از کل مرگ و میر غیرنظامیان بر اساس پیش‌بینی‌ها یا دیگر اشکال برون یابی نیست. این مجموعه ای از مرگ‌های مستند است که توسط رسانه‌های انگلیسی زبان در سراسر جهان گزارش شده است.
مقداری پیشنهاد کرده‌اند که سوگیری منابع می‌تواند بر تعداد تأثیر بگذارد. اگر شماره ای از یک منبع ضد ائتلاف نقل شود و متفقین نتوانند به اندازه کافی مشخص کنند. عدد جایگزین، رقم ضد ائتلاف به عنوان حداکثر و حداقل در پایگاه داده پروژه شمارش اجساد عراق وارد می‌شود.
پایگاه داده آنلاین پروژه شمارش اجساد عراق روزنامه، مجله یا وب سایتی را که هر شماره در آن گزارش شده و تاریخی که در آن گزارش شده است را نشان می‌دهد. با این حال این موضوع مورد انتقاد قرار گرفته است زیرا معمولاً منابع اصلی اطلاعات را فهرست نمی‌کند. از این رو، هرگونه سوگیری ذاتی به دلیل فقدان گزارش‌های موثق از منابع مستقل یا متفقین به راحتی در دسترس خواننده نیست.

## شمارنده‌های وب
در صفحه مروری پروژه شمارش اجساد عراق آمده است: «نتایج و مجموع‌ها به‌طور مداوم به روز می‌شوند و بلافاصله در اینجا و در پیشخوان‌های مختلف وب پروژه شمارش اجساد عراق در دسترس قرار می‌گیرند که ممکن است آزادانه در هر وب سایت یا صفحه اصلی نمایش داده شوند، جایی که به‌طور خودکار بدون مداخله بیشتر به روز می‌شوند.»

## شمارش اجساد در طول زمان تغییر می‌کند
تلفات غیرنظامی در جنگ عراق (تجمیع):
| تاریخ           | حداقل   | حداکثر  |
| --------------- | ------- | ------- |
| ۹ آوریل ۲۰۰۳    | 996     | 1174    |
| ۱۰ اوت ۲۰۰۳     | 6,087   | 7798    |
| ۲۵ آوریل ۲۰۰۴   | 8,918   | 10769   |
| ۱۲ سپتامبر ۲۰۰۴ | 11797   | 13806   |
| ۱۲ مارس ۲۰۰۵    | 16231   | 18510   |
| ۶ دسامبر ۲۰۰۵   | 27,354  | 30,863  |
| ۲۸ ژوئن ۲۰۰۶    | 38725   | 43,140  |
| ۲ اکتبر ۲۰۰۶    | 43,546  | 48,343  |
| ۱ مارس ۲۰۰۷     | 57,482  | 63,421  |
| ۵ اوت ۲۰۰۷      | 68,347  | 74753   |
| ۲ مه ۲۰۰۸       | 83,336  | 90,897  |
| ۲۴ اکتبر ۲۰۱۰   | 98,585  | 107,594 |
| ۱۲ ژانویه ۲۰۱۲  | 104,594 | 114,260 |
| ۱ ژانویه ۲۰۱۸   | 180,093 | 201,873 |
| ۱ ژانویه ۲۰۱۹   | 182769  | 205,191 |
| ۱ ژانویه ۲۰۲۰   | 184776  | 207,645 |
| ۱ ژانویه ۲۰۲۱   | 185,497 | 208,547 |

ارقام بالا آنهایی هستند که به صورت بی‌درنگ در پیشخوان پروژه شمارش اجساد عراق در آن تاریخ‌ها یا حوالی آن ظاهر شدند. با این حال، کسانی که در خط اول بودند در روزها و هفته‌های بعد به شدت افزایش یافتند. حداکثر رقم فعلی پروژه شمارش اجساد عراق برای کل مرحله تهاجم، تا ۳۰ آوریل ۲۰۰۳، اکنون ۷۲۹۹ است. از آنجایی که پروژه شمارش اجساد عراق تجزیه و تحلیل‌ها را انجام می‌دهد (مثلاً گزارش‌های متعدد را حساب می‌کند، همپوشانی‌ها را حذف می‌کند، و غیره)، همیشه بین تاریخ وقوع حوادث و اضافه شدن تعداد آنها به پایگاه داده پروژه شمارش اجساد عراق تأخیر وجود دارد. عامل دیگر این است که برخی از گزارش‌ها هفته‌ها یا حتی ماه‌ها بعد ظاهر می‌شوند - به عنوان مثال، ظهور گزارش‌های سردخانه شهر بغداد برای سال۲۰۰۵ در اوایل سال۲۰۰۶. خط ۶ دسامبر بالا از مجموع پروژه شمارش اجساد عراق در ۶ دسامبر ۲۰۰۵ گرفته شد، اما ظهور ارقام سردخانه بعداً ارقام پروژه شمارش اجساد عراق را برای آن دوره به ۳۱۸۱۸–۳۵۷۴۷ افزایش داد. اکثریت مرگ غیرنظامیان از سال۲۰۰۳ تا ۲۰۱۱ به بازیگران ناشناس نسبت داده شده است.

## جدول شمارش اجساد به روز شده تجمعی
در زیر مجموع تلفات خشونت‌آمیز غیرنظامیان پروژه پروژه شمارش اجساد عراق سالانه به تفکیک ماه از ابتدای سال۲۰۰۳ می‌باشد. بالای صفحه پایگاه داده پروژه شمارش اجساد عراق با جدول (از ۴ ژانویه۲۰۲۱) ۱۸۵٬۴۹۷– ۲۰۸٬۵۴۷ «مرگ‌های غیرنظامی مستند بر اثر خشونت» را نشان می‌دهد. آن صفحه همچنین می‌گوید: «شکاف‌ها در ثبت و گزارش‌ها نشان می‌دهد که حتی بالاترین رقم ما تا به امروز ممکن است باعث از دست رفتن تعداد زیادی از غیرنظامیان در اثر خشونت شود».

## ۲۰۰۶
پروژه شمارش اجساد عراق برای هفته منتهی به ۳۱ دسامبر۲۰۰۶ بیان می‌کند:«سال واقعاً خشن بود، زیرا حدود ۲۴۰۰۰غیرنظامی جان خود را در عراق از دست دادند. این افزایش گسترده خشونت بود: ۱۴۰۰۰نفر در سال۲۰۰۵، ۱۰۵۰۰ نفر در سال۲۰۰۴ و کمی کمتر از ۱۲۰۰۰ نفر در سال۲۰۰۳ کشته شدند (۷۰۰۰ نفر از آنها در طول جنگ واقعی کشته شدند، در حالی که تنها ۵۰۰۰ نفر در جریان "صلح" که در می ۲۰۰۳ به دنبال داشت کشته شدند. تنها در دسامبر۲۰۰۶ حدود ۲۸۰۰ غیرنظامی کشته شدند. در این هفته بیش از ۵۶۰غیرنظامی کشته شدند."
از نقل قول بالا در اینجا مجموع مرگ و میر سالانه پروژه شمارش اجساد عراق است (بدون احتساب ۷۰۰۰ مرگ اولیه تهاجم):
- ۲۰۰۳: ۵۰۰۰
- ۲۰۰۴: ۱۰۵۰۰
- ۲۰۰۵: ۱۴۰۰۰
- ۲۰۰۶: ۲۴۰۰۰

## گزارش مارس ۲۰۰۳ تا مارس ۲۰۰۵
پروژه شمارش اجساد عراق گزارشی را منتشر کرد که جزئیات مرگ غیرنظامیان را بین ۲۰ مارس۲۰۰۳ و ۱۹ مارس۲۰۰۵ ثبت بود. از صفحه ۲۶: «تحلیل‌های موجود در این پرونده دو سال اول مداخله نظامی در عراق از ۲۰ مارس۲۰۰۳ تا ۱۹ مارس۲۰۰۵ را پوشش می‌دهد و بر اساس داده‌هایی است که تا ۱۴ ژوئن۲۰۰۵ در دسترس بود.»
این گزارش می‌گوید که ایالات متحده و متحدانش مسئول بیشترین سهم (۳۷ درصد) از ۲۴۸۶۵مرگ و میر بوده‌اند. بقیه مرگ‌ها به نیروهای ضد اشغالگر(۹٪)، جنایت(۳۶٪) و عوامل ناشناس(۱۱٪) نسبت داده شده است.
چه کسی قتل را انجام داد؟
- ۳۷ درصد نیروهای تحت رهبری آمریکا ۳۷ درصد از قربانیان غیرنظامی را کشتند.
- ۹ درصد نیروهای ضداشغالگر/شورشیان ۹ درصد قربانیان غیرنظامی را کشتند.
- ۳۶ درصد خشونت جنایی پس از تهاجم ۳۶ درصد از کل مرگ و میرها را تشکیل می‌دهد.
- ۱۱ درصد عوامل ناشناخته (۱۱٪).

کشتار توسط نیروهای ضد اشغالگر، جنایت و عوامل ناشناس افزایش پیوسته‌ای را در کل دوره نشان داده است.
چه کسی کشته شد؟
- در دو سال اول ۲۴۸۶۵ غیرنظامی کشته شدند.
- مردان بیش از ۸۰ درصد از مرگ غیرنظامیان را تشکیل می‌دهند.
- بغداد به تنهایی تقریباً نیمی از مرگ و میرها را ثبت کرده است.

کی مردند؟
- ۳۰ درصد از مرگ غیرنظامیان در مرحله تهاجم قبل از ۱ می ۲۰۰۳ رخ داده است.
- پس از تهاجم، تعداد غیرنظامیان کشته شده تقریباً دو برابر در سال دوم (۱۱۳۵۱) نسبت به سال اول (۶۲۱۵) بود.

کشنده‌ترین سلاح چه بود؟
- بیش از نیمی (۵۳ درصد) از کل مرگ غیرنظامیان مربوط به مواد منفجره بوده است.
- حملات هوایی باعث بیشتر (۶۴ درصد) مرگ و میر ناشی از مواد منفجره شد.
- کودکان به‌طور نامتناسبی تحت تأثیر همه وسایل انفجاری قرار گرفتند، اما شدیدتر از همه تحت تأثیر حملات هوایی و مهمات منفجر نشده (از جمله بمب‌های خوشه ای) قرار گرفتند.

چند نفر مجروح شدند؟
- حداقل ۴۲۵۰۰ غیرنظامی زخمی شدند.
- مرحله تهاجم باعث ۴۱ درصد از مجموع صدمات گزارش شده است.
- تسلیحات انفجاری نسبت به اسلحه‌های سبک باعث افزایش نسبت جراحات به مرگ می‌شوند.
- بیشترین حوادث نسبت مجروح به مرگ در مرحله تهاجم رخ داده است.

## گزارش جنگ عراق
در اکتبر ۲۰۱۰، گروه ویکی لیکس گزارش جنگ عراق را منتشر کرد، مجموعه ای از نزدیک به ۴۰۰۰۰۰ اسناد محرمانه نظامی ایالات متحده در مورد جنگ عراق. پروژه شمارش اجساد عراق در میان چندین سازمان رسانه‌ای و سازمان‌های غیردولتی بود که از قبل به اسناد دسترسی داشتند، و جان اسلوبودا، یکی از بنیانگذاران پروژه شمارش اجساد عراق، در کنفرانس مطبوعاتی برای انتشار توسط ویکی‌لیکس سخنرانی کرد.
پروژه شمارش اجساد عراق سه قطعه را در وب سایت خود منتشر کرد که تجزیه و تحلیل خود را از سیاهه‌های جنگ شرح می‌دهد. در میان یافته‌های اصلی این بود که سیاهه‌های جنگ، «حاوی ۱۵۰۰۰کشته غیرنظامی که قبلاً ناشناخته بودند» و افزودن مواد جدید نشان می‌دهد که «بیش از ۱۵۰۰۰۰مرگ خشونت‌آمیز از مارس۲۰۰۳ به ثبت رسیده است که بیش از ۱۲۲۰۰۰نفر است (۸۰) درصد از آنها غیرنظامی هستند.»

## انتشارات دانشگاهی
بین سال‌های ۲۰۰۹ و ۲۰۱۱، پروژه شمارش اجساد عراق سه مقاله در مجلات دانشگاهی بررسی شده منتشر کرد که با همکاری محققان کالج کینگ لندن و رویال هالووی، دانشگاه لندن نوشته شده بود. هر مقاله از داده‌های پروژه شمارش اجساد عراق برای ارزیابی جنبه‌های مختلف تلفات غیرنظامیان در طول جنگ استفاده می‌کند.
اولین مقاله که در مجله پزشکی نیوانگلند در آوریل۲۰۰۹ منتشر شد، مرگ غیرنظامیان را بین سال‌های۲۰۰۳ و۲۰۰۸بر اساس انواع سلاح‌های مورد استفاده تجزیه و تحلیل می‌کند. در میان یافته‌ها این بود که «اعدام پس از ربوده شدن یا دستگیر شدن تنها رایج‌ترین شکل مرگ در کل بود» و «وقایع شامل حملات هوایی و شلیک خمپاره خطرناک‌ترین» برای زنان و کودکان عراقی بود.
مقاله دوم که در فوریه۲۰۱۱ در پلاس مدسن  منتشر شد، مرگ غیرنظامیان را بین سال‌های۲۰۰۳ و۲۰۰۸ بر اساس عامل، سلاح، زمان و مکان تجزیه و تحلیل می‌کند. این مقاله نشان داد که بیشتر مرگ‌ها در این دوره «از سوی عاملان ناشناس، عمدتاً از طریق اعدام‌های غیرقانونی صورت گرفته است». این مقاله همچنین از آنچه نویسندگان به عنوان «شاخص جنگ کثیف» یاد می‌کنند استفاده کرده است که رفتار مجرمان یا انواع سلاح‌های مختلف را از نظر نسبت زنان و کودکان کشته شده ارزیابی می‌کند، با نسبت‌های شاخص جنگ کثیف بالاتر که تاکتیک‌ها یا سلاح‌هایی را پیشنهاد می‌کند که نسبت به آنها بی‌تفاوت‌تر هستند. غیرنظامیان این مطالعه نشان داد که عاملان ناشناس شلیک خمپاره بالاترین نسبت شاخص جنگ کثیف را داشتند و به دنبال آن حملات هوایی نیروهای ائتلاف قرار داشتند و نباید در مناطق پرجمعیت استفاده شود.
مقاله سوم که در سپتامبر۲۰۱۱ در نسخه ویژه لنست به مناسبت ۱۰ سالگرد حملات ۱۱ سپتامبر ۲۰۰۱ منتشر شد، بر تلفات غیرنظامیان و سربازان ائتلاف به ویژه در اثر حملات انتحاری در عراق بین سال‌های۲۰۰۳ و۲۰۱۰ تمرکز داشت. این مقاله نشان داد که در این دوره حداقل ۱۲۲۸۴غیرنظامی عراقی و ۲۰۰سرباز ائتلاف در حداقل ۱۰۰۳بمب‌گذاری انتحاری کشته شده‌اند. این مطالعه همچنین نشان داد که این بمب‌گذاری‌ها «کمتر از ۳۰۶۴۴غیرنظامی عراقی را مجروح کرده‌اند» و «کودکان کمتر از بزرگسالان از جراحات بمب‌های انتحاری جان سالم به در می‌برند».

## انتقادات و انتقادات متقابل
پروژه شمارش اجساد عراق از طرف‌های بسیاری مورد انتقاد قرار گرفته است. برخی از منتقدان بر سوگیری احتمالی منابع تمرکز کرده‌اند. بعضی دیگر از دشواری تشخیص غیرنظامیان از جنگجویان ابراز نگرانی کرده‌اند. دیگران آن را به دلیل بیش از حد یا کمتر شمارش مورد انتقاد قرار داده‌اند
برخی از منتقدان، اغلب در جناح راست سیاسی، ادعا کردند که شماره‌های پروژه شمارش اجساد عراق بیش از حد شمارش شده است، و این اعداد به دلیل تعصبات ضد جنگ اعضای پروژه شمارش اجساد عراق مشکوک هستند؛ مثلاً؛ ۲۶ ژوئیه ۲۰۰۵ مقاله نشنال ریویو، «شمارش بد رسانه‌های بی چون و چرا.»
برخی دیگر، اغلب در جناح چپ سیاسی، تمایل رسانه‌ها و دولت برای نقل قول از ارقام پروژه شمارش اجساد عراق را بیشتر از برآورد بسیار بالاتر از مطالعه لنست که در اکتبر ۲۰۰۴ منتشر شد، مورد انتقاد قرار دادند.
روزنامه نگاران شامل لیلا گوترمن،جان پیلگر و جورج مونبیوت بودند.

لیلا گوترمن در مقاله ای در ۲۷ ژانویه۲۰۰۵ درگاهنامه آموزش عالی نوشت:
لنست این روزنامه را در ۲۹اکتبر، جمعه قبل از انتخابات، زمانی که بسیاری از خبرنگاران مشغول پوشش سیاسی بودند،منتشر کرد. در آن روز، لس آنجلس تایمز و شیکاگو تریبون هر کدام تنها حدود ۴۰۰کلمه را به این مطالعه اختصاص دادند و مقالات را در قسمت اول خود، به ترتیب در صفحاتA4 وA11 قرار دادند. (رسانه‌های خبری در اروپا به این مطالعه بازی بسیار بیشتری بخشیدند؛ بسیاری از روزنامه‌ها مقالاتی را در مورد آن در صفحه اول خود قرار دادند. نیویورک تایمز در مقاله کوتاهی دربارهٔ این مطالعه در صفحهA8 اشاره کرد که شمارش اجساد عراق، پروژه ای برای شمارش تلفات غیرنظامیان گزارش شده در رسانه‌های خبری، حداکثر تلفات را حدود ۱۷۰۰۰نفر اعلام کرده است. در این مقاله آمده است که مطالعه جدید «مطمئناً جنجال‌های شدیدی را ایجاد خواهد کرد.» اما تایمز هیچ مقاله خبری دربارهٔ این روزنامه منتشر نکرده است.
این دیدگاه از پروژه شمارش اجساد عراق بر این باور بود که ارقام پروژه شمارش اجساد عراق به دلیل سوگیری رسانه‌های طرفدار آمریکا و گزارش‌های ناکافی به دلیل اتکای شدید (اگرچه نه انحصاری) آن به منابع رسانه‌ای غربی، بسیار کم است، که برخی از این منتقدان را به ادعای پروژه شمارش اجساد عراق سوق داده است. باید «شمارش اجساد رسانه‌های غربی عراق» نامیده شود. آنها ادعا می‌کنند که این تعصبات و نارسایی‌ها به این معنی است که تعداد پروژه شمارش اجساد عراق تا ضریب ۱۰ کم است و به‌طور خاص نسبت مرگ و میر ناشی از نیروهای آمریکایی را به حداقل می‌رساند.
استفان سولدز در ۵ فوریه۲۰۰۶ مقاله ای با عنوان «وقتی ترویج حقیقت، حقیقت را مبهم می‌کند: بیشتر در مورد شمارش اجساد عراقی و مرگ و میر عراق» نوشت.در این بیانیه آمده است: «البته، در شرایط شورش فعال، مناطق امن‌تر در دسترس خبرنگاران غربی احتمالاً مناطقی هستند که تحت کنترل ایالات متحده/ائتلاف هستند، که به نوبه خود احتمال مرگ ناشی از حملات شورشیان وجود دارد. مناطق تحت کنترل شورشیان، که احتمالاً در معرض حملات ایالات متحده و دولت عراق قرار دارند، برای مثال بیشتر استان الانبار، به سادگی برای این خبرنگاران ممنوع است؛ بنابراین، خبرنگاران شاهد بخش بزرگی از مرگ و میر ناشی از شورشیان و نسبت کمتری از مرگ و میر ناشی از نیروهای دولت آمریکا و عراق خواهند بود.»
ادعای دیگر این است که پروژه شمارش اجساد عراق برای تصحیح سوء استفاده از ارقام خود توسط مقامات دولتی یا سازمان‌های رسانه ای کم یا هیچ کاری انجام نمی‌دهد. ادعا می‌شود که رسانه‌ها اغلب از تخمین پروژه شمارش اجساد عراق از تعداد کل کشته‌ها سوء استفاده می‌کنند. همچنین ادعا می‌شود که رسانه‌ها از برآورد پروژه شمارش اجساد عراق برای نادیده گرفتن یا کم‌اهمیت جلوه دادن مطالعه مرگ و میر اضافی در اکتبر ۲۰۰۴ که در مجله پزشکی لنسر  منتشر شد، استفاده می‌کنند، که رقم بسیار بالاتری را تخمین زده است.منتقدان پروژه شمارش اجساد عراق استدلال می‌کنند که مطالعه لنسر دقیق‌ترین تخمین تاکنون بوده و قابل اعتمادتر از تخمین پروژه شمارش اجساد عراق است.
انتقادات مختلف دیگری از سوی روزنامه نگاران استفان سولدز، دهر جمیل، و جف فلوگر وارد شد.
در آوریل ۲۰۰۶، پروژه شمارش اجساد عراق پاسخی طولانی به منتقدان خود منتشر کرد با عنوان «حدس و گمان جایگزین نیست: دفاع از تعداد اجساد عراق». پروژه شمارش اجساد عراق در پاسخ خود استدلال می‌کند که منتقدان آنها چندین واقعیت کلیدی را اشتباه می‌دانند. پروژه شمارش اجساد عراق استدلال می‌کند که در حالی که تخمین آنها احتمالاً کمتر از تلفات کامل است، اشتباهات منتقدان آنها باعث شده است تا منتقدان در مورد میزان احتمالی چنین کم شماری اغراق کنند. در نهایت، پروژه شمارش اجساد عراق استدلال می‌کند، شواهد موجود ادعاهای منتقدان آنها را در مورد سوگیری طرفدار ایالات متحده که پایگاه داده پروژه شمارش اجساد عراق را آلوده می‌کند، پشتیبانی نمی‌کند.